# 장미의 봉인
고딕 뮤지컬 《장미의 봉인 〜뱀파이어・레퀴엠〜》(薔薇の封印 -ヴァンパイア・レクイエム-)은 다카라즈카 가극단 츠키구미가 공연한 뮤지컬 작품이다. 2003년 11월 21일부터 12월 26일(신인 공연은 12월 9일)까지 다카라즈카 대극장에서, 2004년 2월 6일부터 3월 21일(신인 공연은 2월 17일)까지 도쿄 다카라즈카 극장에서 공연되었다. 각본과 연출은 코이케 슈이치로가 맡았다.
옴니버스 형식의 작품으로, 전광판을 이용한 참신한 연출이 특징이다. 극중 일부 설정에 대해서는 하기오 모토의 허가를 받았다. 톱스타 시부키 준의 퇴단 공연이 되었다. 이 작품에서는 시부키와 동기인 고미네 아키가 전과(専科)에서 특별 출연하여 시부키의 퇴단에 화려함을 더했다.

## 줄거리

### 제1막
프롤로그(2003년·장미의 계곡)
뱀파이어 전설이 전해지는 장미의 계곡에서는 낡은 수도원을 재건하기 위한 자선 행사가 열리고 있었다. 주인공 제니퍼(에미 쿠라라)도 이 행사에 참가한 한 사람이다. 수도원 폐허에서 잠들어버린 제니퍼의 꿈속에 한 아름다운 뱀파이어가 나타난다. 잠에서 깬 제니퍼는 동료들에게 그 이야기를 들려준다. 그러자 동료 피터가 오래된 일기를 읽기 시작했다. 그것은 장미의 계곡의 뱀파이어에 관한 일기였다.
제1화(1314년)
장미의 계곡에서는 템플 기사단의 프랑시스(시부키 준)가 쫓기고 있었다. 프랑시스는 장미의 계곡의 공주 리디아에게 구출된다. 서로에게 호감을 느끼는 두 사람이지만 프랑시스는 리디아가 뱀파이어라는 것을 알아차린다. 고민 끝에 프랑시스는 리디아를 위해 스스로 뱀파이어가 되기로 결심하고, 둘은 약혼한다. 하지만 이런 두 사람을 못마땅하게 여기는 수도승 미하일(아야키 나오)은 봉인을 깨고 광기 어린 영혼이 깃든 악의 뱀파이어가 되어 질투심에 사랑하는 리디아를 죽이고 만다. 프랑시스와 미하일은 격렬하게 대립하지만 미하일은 도망쳐 버린다. 미하일을 물리치기 위해 프랑시스는 시간의 흐름을 넘어 여행을 떠나게 된다.
제2화(1666년·파리의 생제르맹 궁전)
프랑시스는 발레를 취미로 하는 태양왕 루이 14세(키리야 히로무)의 댄스 선생이 된다. 왕의 암살을 꾀하는 왕의 동생 필립(오오조라 유히)에게 힘을 빌려주는 연금술사 마담 노아르의 정체가 미하일이라는 것을 알아챈 프랑시스는 암살 계획으로부터 왕을 보호한다. 하지만 소동 속에서 미하일은 도망치고 만다. 프랑시스는 다시 여행을 떠나게 된다.

### 제2막
제3화 (1934년·베를린)
프랑시스는 러시아에서 온 망명 귀족으로서 나치에 의해 박해받는 유대인의 망명 조직을 돕고 있었다. 그리고 유대인이며 마찬가지로 망명을 돕고 있는 폴라로부터 고백을 받는다. 프랑시스도 호감을 갖고 있었지만, 이전의 사랑(리디아의 일)을 뛰어넘는 사랑만 할 수 있다며 거절한다. 마침 그때, 나치 친위대의 중령 카이저가 된 미하일이 나타나 함께 세계를 정복하자고 유혹하지만 거절한다. 게다가 프랑시스가 뱀파이어라는 것과 폴라 일행이 유대인이라는 것, 망명을 돕고 있었다는 것까지 발각되고 만다. 폴라 일행을 도망가게 하고 프랑시스는 다시 미하일과 맞서지만, 또다시 도망치고 만다.
제4화(2003년·장미의 계곡 / 제1막의 프롤로그의 연속)
미하일은 마이클이라는 이름으로 회사의 사장이 되어 영원한 생명과 젊음, 뱀파이어에 대해 연구를 진행하고 있었다. 미하일은 수도원 재건 자선 행사의 주최자였다. 그곳에 나타난 것은 프랑시스. 그 프랑시스가 꿈에 나왔던 뱀파이어와 똑같다고 느낀 제니퍼는 운명을 느낀다. 더욱이 프랑시스는 제니퍼가 폴라의 손녀라는 것을 알게 된다. 하지만 제니퍼는 미하일의 연인이었다. 미하일은 프랑시스를 물리치기 위해 그를 얼음 속에 가두려 하지만 그 모습을 제니퍼에게 들키고 만다. 프랑시스에게 호감을 느끼는 제니퍼. 다시 한 번 사랑하는 사람을 빼앗긴 미하일은 세계를 자신의 것으로 만들려 하지만, 탈출한 프랑시스에 의해 시간의 틈새로 날려 보내진다. 프랑시스와 제니퍼는 서로의 마음을 확인하고, 둘이서 여행을 떠나게 된다.

## 주요 배역

### 본공연
- 시부키 준: 프랑시스 드 블루아, 알렉세이 콜사프스키 후작, 앤드류 F. 존스
- 에미 쿠라라: 제니퍼 매카트니, 리디아, 폴라
- 아야키 나오: 미하일, 마담 노아르, 카이저 중령, 마이클 버튼
- 호시하라 미사오: 릴스키, 영주 가브리엘, 레임
- 고미네 아키: 카산드라, 디 플라소 남작 부인
- 나츠카와 유라: 마리아, 마담 헬가
- 미츠키 스바루: 렌필드
- 오오조라 유히: 로버트, 필립, 에밀
- 키리야 히로무: 클리포드, 루이 14세
- 츠키후네 사라라: 피터, 앙리
- 무라사키 루이: 사라, 앙리에트

- 키타쇼 카이리: 수도승, 부랑자, 니콜라

### 신인 공연
- 키타쇼 카이리: 프랑시스 드 블루아, 알렉세이 콜사프스키 후작, 앤드류 F. 존스
- 시로사키 아이: 제니퍼 매카트니, 폴라
- 마노 스가타: 미하일, 마담 노아르, 카이저 중령, 마이클 버튼

## 주요 스태프
- 각본·연출: 코이케 슈이치로
- 작곡·편곡: 요시다 유코
- 편곡: 쿠라토미 신이치
- 안무: 하야마 키요미, 아사키 리노, 미오리 유미노, 카와사키 에츠코, 시마자키 토오루, 아야코
- 무대 장치: 오하시 야스히로
- 의상: 아리무라 준
- 조명: 카츠시바 지로
- 음향: 오츠보 마사히토
- 노래 지도: 양숙미
- 영상: 오쿠 슈타로
- 영상 내 디자인: 고즈 마사시
- 연주: 다카라즈카 가극 오케스트라
- 제작: 키무라 야스히사